# 박건배
박건배(朴健培, 1910년 7월 2일 ~ 1973년 5월 25일)는 대한민국의 독립운동가이다.
본관은 밀양(密陽), 아명(兒名)은 박연림(朴年林)이며 1915년에 박건배(朴健培)로 개명(改名)하였고 호(號)는 산남(山南)이다.

## 생애

### 일생
경기도 안성에서 출생하였으며 지난날 한때 경상북도 예천에서 잠시 유아기를 보낸 적이 있고 1930년 11월 중순에 조선 고국을 떠나 국민정부 시대 중화민국 대륙 본토를 건너간 그는 중화민국 대륙 본토에서 막노동을 하던 차에 1932년 2월, 지청천 장군이 이끄는 만주국 지린 성 지린 소재한 반일(反日) 및 반만주국(反滿洲國) 성향 독립 운동 단체였던 조선혁명군에 가담하여 조선혁명군 하사 임관하였고 1934년 조선혁명군 중사 진급하였으며 1935년 11월, 조선혁명군 중사 예편하였고 1936년 1월에서 1945년 5월까지 한국독립당 대표상무행정위원 직에 임직한 1945년 5월, 한독당 탈당을 하고 나서 두 달이 지난 1945년 5월 한국광복군 제3지대에 입대하고 대한광복군 중사 재임관하여 계속 1945년 7월 20일을 기하여 대한광복군 상사 진급하였고 한 달 지난 1945년 8월 15일을 기하여 조선 광복을 목도, 1946년 5월 13일을 기하여 대한광복군 상사 전역 후 국민정부 시대 중화민국 쓰촨 성 충칭을 떠나 1946년 5월 29일을 기하여 국민정부 시대 중화민국 저장 성 항저우에서 출국선을 타며 국민정부 시대 중화민국 대륙 본토를 본격 출국하였고 이후 국민정부 시대 중화민국 타이완 성 타이중을 거쳐 1946년 8월 23일을 기하여 조선 고국에 전격 귀국한 그는 그 후 1954년 경기도 인천시 시장 직무대행 서리 직책을 잠시 지냈으며 1955년에는 잠시 경상남도 부산시 시장 직무대행 서리 직책을 잠시 지냈고 그 후 1956년 8월 21일에서 1957년 10월 16일까지 한국독립당 전임위원 직을 지냈고 1957년 10월 16일을 기하여 한국독립당을 마지막 탈당하였으며 1963년 잠시 충청남도 도지사 직무대행 서리 직책을 잠시 지냈다.

### 학력
- 경기도 김포보통학교 졸업
- 경성 중앙고등보통학교 졸업
- 대한민국 국방대학교 행정학사 1기(1956년)

### 서훈
대한민국 정부에서는 선생의 공훈을 기리고자 1963년 12월 28일을 기하여 대한민국 대통령 표창장을 수여하였다.